# Мартынов, Александр Брониславович
Александр Брониславович Мартынов (род. 28 марта 1974, Москва) — российский тренер по плаванию, Заслуженный тренер России. Тренер сборной России с 2009 года.

## Биография
Мартынов Александр Брониславович — заслуженный тренер России по плаванию и подводному спорту. Родился 28 марта 1974 года. Имеет высшее педагогическое образование, окончил Новосибирский государственный педагогический университет по специальности «учитель физической культуры».
С 1995 года работает тренером отделений плавания и подводного спорта в Новосибирском центре высшего спортивного мастерства (НЦВСМ), а также в СШОР «Центр водных видов спорта».
С 2009 года является тренером сборной России по плаванию.
За годы работы подготовил пять заслуженных мастеров спорта России и мастеров спорта международного класса.
Среди его известных воспитанников — Сергей Гейбель , Валентина Артемьева, Наталья Ловцова, Даниил Марков, Арина Суркова.

## Лучшие ученики
- Сергей Гейбель -  заслуженный мастер спорта России, пятикратный экс-рекордсмен мира, чемпион мира, Европы, Универсиады.
- Валентина Артемьева - заслуженный мастер спорта России, многократная чемпионка мира, Европы, Универсиад, экс-рекордсменка мира, Европы.

- Арина Суркова - заслуженный мастер спорта России, многократная чемпионка мира, Европы, экс-рекордсменка мира, Европы.

## Награды и достижения
- Заслуженный тренер России (ЗТР) по плаванию и подводному спорту.[1]

- Признан «Лучшим тренером года по олимпийским видам спорта» и «Лучшим тренером 2016 года по плаванию» в Новосибирской области.[6]

- Его воспитанники — многократные победители и призёры чемпионатов мира, Европы, Универсиад и России, рекордсмены мира, континента и России.[5]

## Цитата
Успешное выступление — это гораздо большее испытание для спортсмена, нежели неудача. Там порасстраивался и пошёл дальше, а здесь зашкаливают эмоции, нагрузка запредельная, ты всё время выше своих пределов работаешь.

На каждой тренировке я пытаюсь добиваться от спортсменов полной концентрации. У спринтеров нельзя в полноги, здесь должно быть всё сразу по максимуму. 